# Уотербери (тауншип, Миннесота)
Уотербери (англ. Waterbury) — тауншип в округе Редвуд, Миннесота, США. На 2000 год его население составило 221 человек.

## География
По данным Бюро переписи населения США площадь тауншипа составляет 93,9 км², из которых 93,7 км² занимает суша, а 0,1 км² — вода (0,14 %).

## Демография
По данным переписи населения 2000 года здесь находились 221 человек, 83 домохозяйства и 67 семей.  Плотность населения —  2,4 чел./км².  На территории тауншипа расположено 94 постройки со средней плотностью 1,0 построек на один квадратный километр. Расовый состав населения: 96,38 % белых, 0,90 % азиатов, 2,71 % — других рас США. Испанцы или латиноамериканцы любой расы составляли 4,07 % от популяции тауншипа.
Из 83 домохозяйств в 31,3 % воспитывались дети до 18 лет, в 69,9 % проживали супружеские пары, в 4,8 % проживали незамужние женщины и в 18,1 % домохозяйств проживали несемейные люди. 18,1 % домохозяйств состояли из одного человека, при том 6,0 % из — одиноких пожилых людей старше 65 лет. Средний размер домохозяйства — 2,66, а семьи — 2,91 человека.
24,0 % населения — младше 18 лет, 6,3 % — в возрасте от 18 до 24 лет, 27,6 % — от 25 до 44, 32,6 % — от 45 до 64, и 9,5 % — старше 65 лет. Средний возраст — 40 лет. На каждые 100 женщин приходилось 121,0 мужчин.  На каждые 100 женщин старше 18 приходилось 112,7 мужчин.
Средний годовой доход домохозяйства составлял 32 188 долларов, а средний годовой доход семьи —  37 813 долларов. Средний доход мужчин —  25 500  долларов, в то время как у женщин — 15 313. Доход на душу населения составил 15 919 долларов. За чертой бедности находились 14,5 % семей и 10,5 % всего населения тауншипа, из которых 21,4 % старше 65 лет.